# Anna Sui
Anna Sui (în chineza tradițională: 蕭志美, chineza simplificată: 萧志美, pinyin: Xiāo Zhìměi, japoneză: アナスイ; n. 4 august 1964) este un designer de modă american de origine chineză. Ea a fost numită unul dintre „Top 5 Icoane ale Deceniului în Modă” de către revista Time. În 2009 a câștigat Premiul Geoffrey Beene pentru întreaga carieră din partea Consiliului de Designeri de Modă din America (CFDA), intrând astfel în aceeași categorie cu Yves Saint-Laurent, Giorgio Armani, Ralph Lauren și Diane von Furstenberg. Categoriile ei de brand includ linii de modă, încălțăminte, cosmetice, parfumuri, ochelari, bijuterii, accesorii și o linie de cadouri. Produsele Annei Sui sunt vândute în peste 50 de țări, atât în magazine cât și prin distribuitori. În 2006, Fortune a estimat valoarea colectivă a imperiului de modă Sui la peste 400 de milioane de dolari.